# Edna (nome)
Edna (in alfabeto ebraico: עֶדְנָה) è un nome proprio di persona inglese e ebraico femminile.

## Origine e diffusione
È un nome biblico, portato nel libro di Tobia dalla moglie di Raguele (8-10). Etimologicamente deriva dal termine ebraico עָדַן (ʿaḏan, "deliziare", da cui anche il nome Eden), e quindi significa "delizia" o "ringiovanimento".
Nei paesi anglofoni è attestato dal XVI secolo, ma fu raro fino alla seconda metà dell'Ottocento, quando venne reso celebre dalla protagonista del romanzo di Augusta Evans Wilson del 1866 St. Elmo. Raggiunse la sua massima diffusione a cavallo con il secolo successivo, entrando nella classifica dei venti nomi più usati per le neonate nel 1889 e restandovi fino al 1917; da quel momento la sua diffusione è calata costantemente, e dal 1992 non compare più nemmeno nella lista dei mille nomi più usati negli Stati Uniti.

## Onomastico
Questo nome è adespota, in quanto non esistono sante che lo portano; l'onomastico può essere eventualmente festeggiato ad Ognissanti, che ricorre il 1º novembre.

## Persone
- Edna Best, attrice britannica

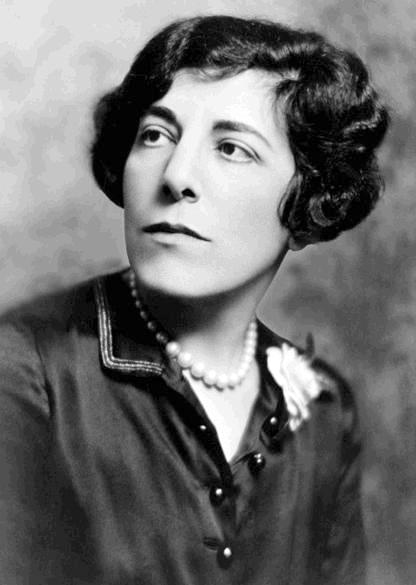
Edna Ferber

- Edna Ferber, scrittrice e drammaturga statunitense
- Edna Flugrath, attrice statunitense
- Edna Goodrich, attrice statunitense
- Edna O'Brien, scrittrice irlandese
- Edna May Oliver, attrice statunitense
- Edna Parker, supercentenaria statunitense
- Edna Payne, attrice statunitense
- Edna Purviance, attrice statunitense
- Edna St. Vincent Millay, poetessa statunitense
- Edna Wallace Hopper, attrice statunitense

## Il nome nelle arti
- Edna Caprapall è un personaggio della serie animata I Simpson.
- Edna Earle è la protagonista del romanzo di Augusta Evans Wilson St. Elmo del 1866, e dei vari film da esso tratti.
- Edna Garrett è un personaggio delle sitcom Il mio amico Arnold e L'albero delle mele.
- Edna Mode è personaggio immaginario dei film Gli Incredibili - Una "normale" famiglia di supereroi (2004) e Gli Incredibili 2 (2018), diretti da Brad Bird.
- Edna Turnblad è un personaggio del film del 2007 Hairspray - Grasso è bello, diretto da Adam Shankman.